# Dịu Hương
Dịu Hương (21 tháng 10 năm 1919 – 1994) tên thật Trần Thị Dịu, là nghệ sĩ chèo người Việt Nam, bà được phong tặng danh hiệu Nghệ sĩ nhân dân.
Bà sinh ngày 21 tháng 10 năm 1919 tại Bình Lục, Hà Nam, trong một gia đình có truyền thống hát chèo. Năm 1926, khi rạp Quảng Lạc ở Hà Nội mở một lớp tuyển trẻ em vào học Tuồng, bà được mẹ đưa lên thi. Bà trúng tuyển và theo học, nhưng do hoàn cảnh khó khăn nên phải vừa đi học vừa đi làm thuê cho nên sau 3 năm vẫn chưa diễn được vai nào trọn vẹn. Bà trở về quê sau đó.
Năm 1933, bà lên Hải Phòng, trúng tuyển vào học ở rạp tuồng Lạc Mộng Đài. Năm 15 tuổi, bà bắt đầu diễn tuồng và để lại ấn tượng thành công qua những vai Lã Bố, Triệu Tử Long. Năm 1940, bà tham gia gánh hát Đồng Tâm do Hoa Tâm làm chủ gánh. Năm 1944, bà hát ở rạp Hiệp Thành. Bà vừa diễn chèo, vừa diễn tuồng, đồng thời học hỏi thêm nhiều từ các nghệ nhân.
Sau Cách mạng tháng 8, bà tham gia tản cư. Năm 1952, bà gia nhập Đoàn Văn công Nhân dân Trung ương, cùng tổ chèo với vợ chồng nghệ nhân Năm Ngũ, Năm Hảo ... (sau còn có thêm Cả Tam). Ở đây bà còn tham gia giảng dạy hát chèo, hát dân ca cho nhiều nghệ sĩ như Thương Huyền, Song Kim, Mai Khanh... Năm 1955, bà biểu diễn tại Tiệp Khắc và được Huy hiệu Anh hùng Za-Nô-Xích. Sau đó bà còn biểu diễn ở Trung Quốc, Mông Cổ và nhiều nước khác.
Năm 1957, với sự giúp đỡ của Đoàn chèo Cổ Phong và Ban nghiên cứu chèo, bà đóng thành công trích đoạn Suý Vân giả dại trong Kim Nham. Ở đây bà đã có nhiều sáng tạo trong hát, múa, đạo cụ, ghi đậm dấu ấn. Hai trích đoạn Suý Vân giả dại và Thị Màu lên chùa mà bà đóng đã trở thành mấu mực với nhiều thế hệ diễn viên sau này.
Năm 1959, do sức khoẻ không tốt, bà chuyển sang giảng dạy và nghiên cứu chèo. Năm 1967, bà giảng dạy tại Trường Nghệ thuật Sân khấu, đào tạo nhiều thế hệ diễn viên cho đến khi nghỉ hưu năm 1976.
Nghệ sĩ Dịu Hương là nghệ nhân có nhiều đóng góp và sáng tạo cho sân khấu chèo hiện đại. Bà được trao tặng danh hiệu Nghệ sĩ nhân dân đợt 1 (1984) và Huy hiệu Hồ Chí Minh. Con dâu bà là Nhà giáo ưu tú Thanh Tuyết, cũng là một diễn viên chèo , bà là người con quê Kinh Bắc ( Bắc Ninh)